# Eophyllophila filipes
Eophyllophila filipes là một loài ruồi trong họ Tachinidae.